# Mark Reynolds (Eishockeyspieler)
Mark Reynolds (* 27. März 1988 in Belfast, Nordirland, Vereinigtes Königreich) ist ein ehemaliger nordirischer Eishockeyspieler, der zuletzt bis 2013 in der zweiten Mannschaft der Belfast Giants in der Scottish National League spielte.

## Karriere
Mark Reynolds begann seine Karriere in der Nachwuchsabteilung der Belfast Giants aus seiner Geburtsstadt. Lediglich in der Spielzeit 2009/10 spielte er für den Flyers Ice Hockey Club aus Dublin in der Irish Ice Hockey League. Nach der Saison 2012/13, in der er mit der zweiten Mannschaft der Giants in der Scottish National League antrat, beendete er seine Karriere.

### International
Der britische Staatsbürger Reynolds spielte für Irland bei den Welttitelkämpfen der Division II 2008 sowie der Division III 2009 und 2010.

## Erfolge und Auszeichnungen
- 2010 Aufstieg in die Division II bei der Weltmeisterschaft der Division III, Gruppe A